# Государственный комитет национальной безопасности Кыргызстана
Государственный комитет национальной безопасности Киргизской Республики (ГКНБ КР) (кирг. Кыргыз Республикасынын Улуттук коопсуздук мамлекеттик комитети) — государственный орган исполнительной власти Кыргызстана, спецслужба, осуществляющая в пределах своих полномочий решение задач по обеспечению национальной безопасности страны.
Наделена правом ведения предварительного следствия и дознания, оперативно-розыскной и разведывательной деятельности. В ГКНБ Кыргызской Республики предусмотрена военная, правоохранительная и государственная гражданская служба. Относится к государственным военизированным организациям, которые имеют право приобретать боевое, ручное, стрелковое и иное оружие.
Единая система органов национальной безопасности республики состоит из госкомитета, подчинённых ему областных, городских, районных, главных управлений, управлений и отделов национальной безопасности. Деятельность ГКНБ Кыргызской Республики строится в соответствии с принципами законности, гуманизма, уважения прав человека, взаимодействия с другими государственными органами, общественными объединениями и гражданами.
Руководство деятельностью ГКНБ Кыргызской Республики осуществляется Президентом Кыргызстана.

## История

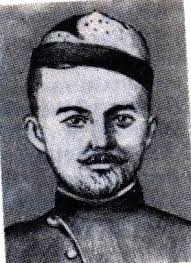
Балтыходжа Султанов — основатель ЧК (ГКНБ) Киргизии, МВД Кыргызстана и первый начальник ЧК Ошской области

Создание органов национальной безопасности Кыргызстана началось в период установления Советской власти в Туркестанском крае. В ноябре 1917 года власть в Ташкенте перешла в руки Советов рабочих и солдатских депутатов. К концу 1918 года практически на всей территории современного Кыргызстана установилась Советская власть. В октябре 1918 года членами Семиреченского облисполкома и областным народным комиссариатом было принято решение об организации чрезвычайной следственной комиссии (ЧСК), в ноябре того же года она была преобразована в Туркестанскую Чрезвычайную Комиссию (ТурЧК). Деятельность этой организации была направлена на борьбу с контрреволюцией. Основной задачей также оставалась борьба с басмачеством.
20 декабря 1917 года была создана Всероссийская чрезвычайная комиссия по борьбе с контрреволюцией и саботажем при Совете народных комиссаров РСФСР (ВЧК при СНК РСФСР) — специальный орган безопасности Советского государства.

### Организация и руководство ЧК Ошского уезда
В 1918 году на территории современного Кыргызстана установилась Советcкая власть. В октябре того же года было принято решение о создании специального подразделения, которое должно было защищать завоевания Революции. И 20 декабря 1918 года была образована Ошская уездная следственная комиссия по борьбе с контрреволюцией, контрабандой и спекуляцией. Позже на эту комиссию возложили функции борьбы с басмачеством. Этот орган стал прародителем киргизских спецслужб.
В начале 1919 года первым начальником ЧК (следственной комиссии) Ошского уезда стал большевик Балтыходжа Султанов. Балтыходжа Султанов является организатором и основателем ЧК (ГКНБ) Кыргызстана, МВД Кыргызстана и первым начальником ЧК Ошской области (1919) и милиции города Ош (1918).

### Борьба сбасмачеством
В июне 1918 года под руководством большевистской партийной организации А.Г. Аношина и Султанова Б. С. в Оше был создан отряд Красной Гвардии из 70 добровольцев, позднее в июле 1919 года в отряд входило уже 160 человек. Отряд поддерживал порядок обеспечивал население в проблемных районах хлебом и продуктами питания.
В июле 1918 года банды басмачей предприняли попытку захватить Ош. Однако 70 добровольцев 1-го Ферганского полка, охранявших город, при поддержке населения сумели продержаться до прихода воинской части из Андижана и защитить город. Особую опасность представляло соединение, басмаческих банд курбаши Мадаминбека и главаря кулацко-крестьянской армии К. И. Монстрова, которые стремились свергнуть Советскую власть в Ферганской области. 8 сентября 1919 года, после полуторасуточных боёв бандами Мадаминбека и К. И. Монстрова значительно превосходящим в численном отношении красноармейские части, удалось захватить город Ош и Джалал-Абад и начать наступление на Андижан, где располагался штаб войск Ош-Андижанского участка.
За голову начальника ЧК Ошского уезда Б. Султанова курбаши Халходжа обещал большое вознаграждение. В сентябре 1919 года басмачи напали на Ош. В 1919 году Б. Султанов погиб от рук басмачей. Его живьём завязали на зад коня и раненное, окровавленное, истерзанное тело пустили вскачь по улицам города. 26 сентября 1919 года город Ош был освобождён. Его младший брат Насрулла продолжил дело Б. Султанова. В 1919 году он был назначен начальником милиции Оша, а затем Сулюкты, Узгена и Базар-Коргона. Сын Насруллы Мухтар Насруллаевич Султанов впоследствии работал первым заместителем министра МВД Узбекистана.
26 сентября 1919 года Красная Армия освободила город Ош, а 30 сентября — Джалал-Абад.
Первый начальник милиции Оша и первый начальник ЧК Ошского уезда Б. Султанов первым был похоронен на братской могиле павших в борьбе за советскую власть в Оше. Которая расположена в центральном городском сквере г. Ош, возле дома культуры (ныне русская православная церковь). Под плитой мемориального комплекса «Вечный огонь» похоронены в братской могиле бойцы Красной армии, погибшие в период с 1919 по 1926 годы, это: Балтыходжа Султанов, Фазилходжа Касымбеков, Балтыхан Бабаджанов, Отабек Тиллабаев, Кузибай Ахмедов, Ахмаджон Юсупджанов, Валерий Бессонов, Пётр Павленко, Леонтий Лавода, Александр Пономаренко. Число захороненных составляет около 100 человек. На братской могиле установлены стилобаты с памятными досками. В 1974 году открыт памятник, представляющий собой стелу из серого мрамора, в которой пробита сквозная асимметричная звезда. Перед ней на плите из чёрного мрамора зажжён Вечный огонь. На стеле отлиты из бронзы слова: «Вечная слава павшим в борьбе за Советскую власть».

### Дальнейшая история органов государственной безопасности Киргизии
С февраля 1922 года задачи ТурЧК были возложены на Народный Комиссариат внутренних дел (НКВД), в его составе было создано Государственное Политическое Управление (ГПУ). Основной задачей ГПУ являлась системная и организованная борьба с контрреволюцией и шпионажем. Кроме этого, на чекистов возлагалась борьба с диверсией, терроризмом, контрабандой, бандитизмом, фальшивомонетчиками, а также розыск преступников и укрепление власти в приграничных районах. Охрана и защита государственной границы также возлагалась на чекистов. После национального размежевания, в декабре 1924 года был создан Областной отдел ГПУ Кара-Киргизской автономной области.
С началом Великой Отечественной войны с нацистской Германией была направлена на борьбу с нацистскими захватчиками. Основной задачей противника была организация диверсий, совершение терактов, организация сепаратистских, националистических проявлений и повстанческих, басмаческих формирований, создание пораженческого настроения, срыв призыва в ряды Советской Армии, развал колхозов, уничтожение запаса зернопродуктов и многое другое. В таких сложных условиях чекистами осуществлялись многочисленные контрразведывательные операции по розыску и ликвидации вражеских разведывательно-диверсионных групп.

### Спецслужбы независимого Кыргызстана
После обретения суверенитета на долю Кыргызстана выпало немало испытаний. Страна переживает сложные процессы переходного периода. В этих условиях перед молодой самостоятельной спецслужбой Кыргызстана — Государственным комитетом национальной безопасности (ГКНБ) были поставлены особые задачи. Это прежде всего защита национальных интересов страны, обеспечение политической стабильности, борьба с коррупцией, охрана государственной границы.
В Кыргызстане спецслужбы в разные годы назывались — СНБ, МНБ, ГСНБ и ГКНБ по настоящее время.

## Направления деятельности
Деятельность органов ГКНБ КР осуществляется по следующим основным направлениям:
- разведывательная деятельность
- контрразведывательная деятельность;
- обеспечение информационной безопасности;
- борьба с терроризмом;
- борьба с особо опасными формами преступности;
- пограничная деятельность;
- антикоррупционная служба

Иные направления деятельности органов ГКНБ КР определяются законодательством Кыргызстана.

### Контрразведывательная деятельность
Контрразведывательная деятельность — деятельность органов ГКНБ КР в пределах своих полномочий по выявлению, предупреждению, пресечению разведывательной и иной деятельности специальных служб и организаций иностранных государств, а также отдельных лиц, направленной на нанесение ущерба безопасности Киргизской Республики.

### Борьба с преступностью и терроризмом
Органы ГКНБ КР в соответствии с законодательством Кыргызстана осуществляют оперативно-розыскные мероприятия по выявлению, предупреждению, пресечению и раскрытию шпионажа, террористической деятельности, организованной преступности, коррупции, незаконного оборота оружия и наркотических средств, контрабанды и других преступлений, дознание и предварительное следствие по которым отнесены законом к их ведению, а также по выявлению, предупреждению, пресечению и раскрытию деятельности незаконных вооружённых формирований, преступных групп, отдельных лиц и общественных объединений, ставящих своей целью насильственное изменение конституционного строя Киргизской Республики.

### Разведка
Разведка — деятельность органов ГКНБ КР в пределах Киргизской Республики по добыче, доставке и обработке секретной информации, связанной с организованными преступными и террористическими группировками. Разведывательная деятельность за пределами КР осуществляется управлением внешней разведки ГКНБ КР.

### Пограничная деятельность
- защита и охрана Государственной границы Кыргызстана в целях недопущения противоправного изменения прохождения Государственной границы КР, обеспечения соблюдения физическими и юридическими лицами режима Государственной границы Кыргызстана, пограничного режима и режима в пунктах пропуска через Государственную границу Кыргызстана;
- защита и охрана экономических и иных законных интересов Кыргызстана в пределах приграничной территории.

### Обеспечение информационной безопасности
Обеспечение информационной безопасности — деятельность органов ГКНБ КР, осуществляемая ими в пределах своих полномочий:
- при формировании и реализации государственной и научно-технической политики в области обеспечения информационной безопасности, в том числе с использованием инженерно-технических и криптографических средств;
- при обеспечении криптографическими и инженерно-техническими методами безопасности информационно-телекоммуникационных систем, а также систем шифрованной, засекреченной и иных видов специальной связи в Кыргызстане и его учреждениях, находящихся за пределами страны.
- лицензирование и сертификация отдельных видов деятельности, предусматривающих допуск к государственной тайне Киргизской Республики.

## Руководство
Главой ведомства является председатель ГКНБ, который назначается Указом президента Кыргызстана. На данный момент председателем ГКНБ является — Ташиев Камчыбек Кыдыршаевич.
Председатель имеет несколько заместителей, в том числе двух первых:
1) Мамасадыков Рустам Алайбекович Первый заместитель председателя ГКНБ КР.
2) Апсатаров Бекбосун Джакшылыкович — директор Антикоррупционной службы ГКНБ КР, в ранге первого заместителя председателя.
3) Кубаныч Молдосариев директор КЦКБ, в ранге заместителя председателя ГКНБ КР.
4) Шаршеев Уларбек Зарлыкович генерал майор директор
Пограничной службы, в ранге заместителя председателя ГКНБ КР
5) Шабданбеков Тимур Маратович